# Xã Democrat, Quận Carroll, Indiana
Xã Democrat (tiếng Anh: Democrat Township) là một xã thuộc quận Carroll, tiểu bang Indiana, Hoa Kỳ. Năm 2010, dân số của xã này là 885 người.